# 湯瑪斯·本高特
托马·班高尔特（法語：Thomas Bangalter，法語發音：[tɔma bɑ̃ɡaltɛʁ]，1975年1月3日—），法國男音樂家、音樂製作人、歌手、詞曲作家、DJ、作曲家和導演，較著名的是和居伊-曼努埃尔·德奥梅姆-克里斯托组合成法国电子音乐双组蠢朋克。他也曾是三人組團體Stardust和二人組團體Together的成員，並曾獨自在電影《不可逆轉》的原声带中擔任作曲家。本高特在職業上的成就影響了許多不同流派、領域的藝術家。
本高特擁有一間名為Roulé的唱片公司。除了音樂製作外，他也擔任過電影導演及攝影指導。本高特與他的演員妻子艾羅蒂·布雪及兩名孩子一同在美國生活。

## 早期生活
湯瑪斯·本高特出生於法國巴黎。他從6歲起就開始彈鋼琴。本高特在受訪影片中表示，父母對自己很嚴格，但自己在後來很感謝他們。本高特的父親丹尼爾·范加德是著名的詞曲作家及製作人。本高特表示：「我從未打算做父親正在做的事情。」他的父親是猶太人，但家人並不信奉其宗教。

## 外部連結
- Thomas Bangalter的Discogs页面（英文）
- Daft Punk的Discogs页面（英文）
- Stardust的Discogs页面（英文）
- Together的Discogs页面（英文）
- 湯瑪斯·本高特在互联网电影资料库（IMDb）上的資料（英文）